# Fakulta ekonomická Západočeské univerzity
Fakulta ekonomická (FEK) je jednou z devíti fakult Západočeské univerzity v Plzni (ZČU). Vznikla v roce 1990.
Od začátku existence školy se vyučuje jak v Plzni, tak v Chebu. V akademickém roce 1996/1997 fakulta získala akreditaci pro výuku v magisterském, resp. inženýrském stupni studia.
V současné době Fakulta nabízí bakalářské, navazující magisterské a doktorské studium. Fakulta disponuje habilitačním i jmenovacím řízením.

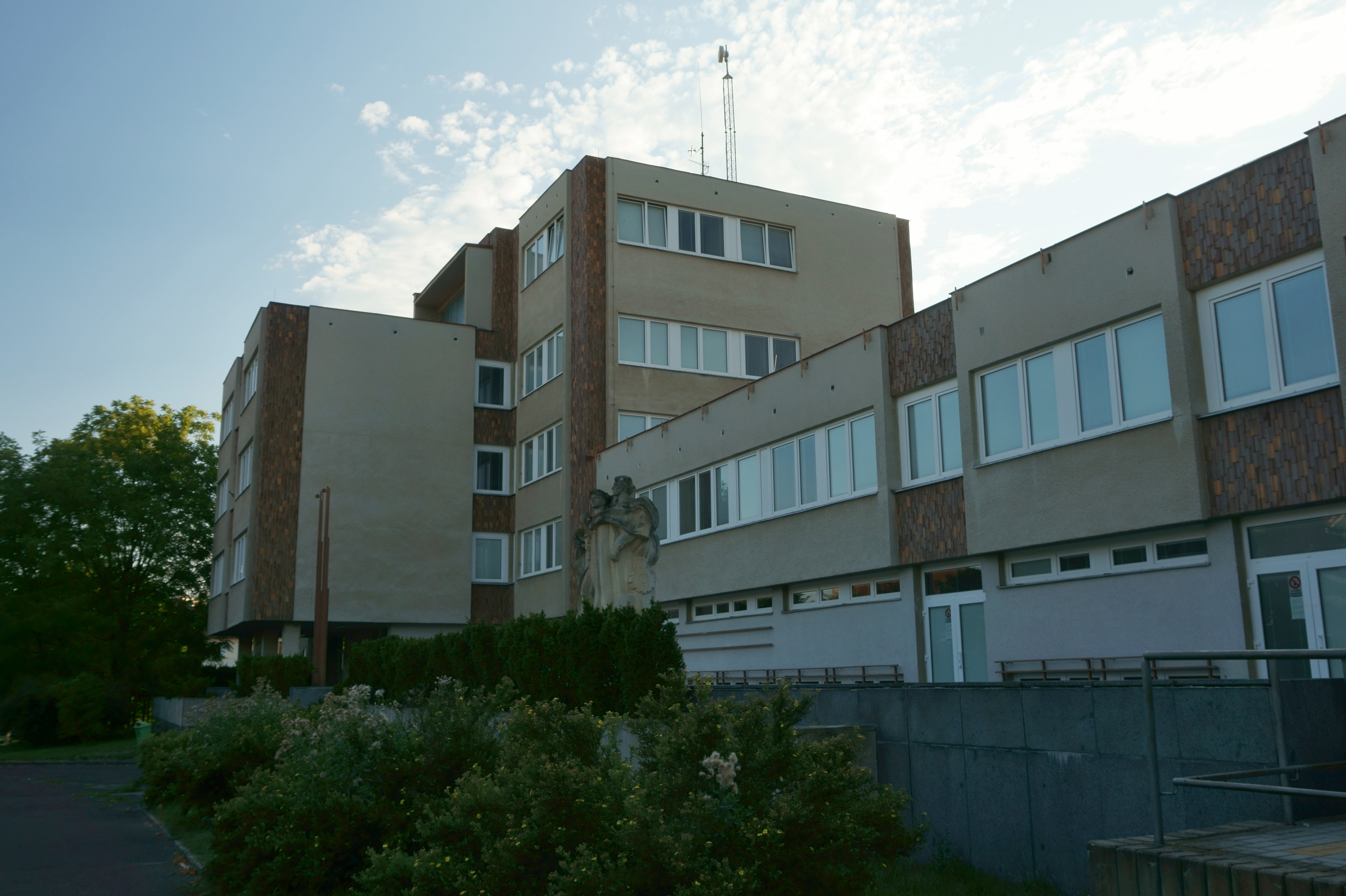
Budova fakulty v Chebu

## Historie fakulty
- 1990 – založení fakulty a zahájení výuky
- 1991 – založení Západočeské univerzity v Plzni
- 1996/1997 – akreditace magisterského studia
- 2003 – rozšířená akreditace dle Boloňské deklarace
- 2004/2005 – zahájení studia v rozšířené akreditaci
- 2005 – zahájení studia v doktorském programu
- 2012 – akreditace dvou nových studijních oborů[1]

## Studium

### Bakalářské studijní programy
Bakalářské studium se realizuje v šesti studijních programech: Ekonomická a regionální geografie,  Informační management,  Marketingové řízení, Podniková ekonomika a management (v prezenční i kombinované formě), Projektové řízení, Management and Digital Technology (v anglickém jazyce).

### Navazující studijní programy
Pro absolventy bakalářského studia jsou určeny čtyři navazující magisterské programy, programy Ekonomická a regionální geografie, Informační management, Podniková ekonomika a management (v prezenční i kombinované formě), Projektové a procesní řízení.

### Doktorské studijní programy
Na fakultě probíhá i výuka doktorského studia oboru Ekonomika a management, a to jak prezenčně, tak kombinovaně, v českém i anglickém jazyce.

## Katedry a odborná pracoviště
Fakulta se skládá z pěti kateder a dvou odborných pracovišť.
| Název                                     | Zkratka | Vedoucí                                  | Web            |
| ----------------------------------------- | ------- | ---------------------------------------- | -------------- |
| Katedra ekonomie a kvantitativních metod  | KEM     | Ing. Mgr. Milan Svoboda, Ph.D.           | fek.zcu.cz/kem |
| Katedra financí a účetnictví              | KFU     | Ing. Pavlína Hejduková, Ph.D.            | fek.zcu.cz/kfu |
| Katedra geografie                         | KGE     | doc. PaedDr. Jaroslav Dokoupil, Ph.D.    | fek.zcu.cz/kge |
| Katedra podnikové ekonomiky a managementu | KPM     | doc. Ing. Petra Taušl Procházková, Ph.D. | fek.zcu.cz/kpm |
| Katedra marketingu, obchodu a služeb      | KMO     | Ing. Hana Kunešová, Ph.D.                | fek.zcu.cz/kmo |
| Středisko mezinárodních aktivit           | SMA     | RNDr. Jiří Preis, Ph.D.                  | fek.zcu.cz/sma |

## Významní absolventi
- Lumír Aschenbrenner
- Karla Šlechtová